# Acanthocobitis
Acanthocobitis — рід риб родини Немахейлові. Складається з 2 підродів та 15 видів.

## Опис
Загальна довжина представників цього роду коливається від 4 до 11 см. Голова невеличка та коротка. Очі маленькі. Тулуб витягнутий, загалом стрункий. Бічна лінія проходить майже посередині тіла. Грудні плавці звужені. Спинний плавець великий, високий. Жировий плавець відсутній. Черевні плавці маленькі. Анальний плавець витягнутий. Хвостовий плавець широкий, короткий.
Спину вкрито сітчастим малюнком. Забарвлення з коричнюватим малюнком або дрібного зеленуватого, сіруватого, оливкового кольору з різними відтінками. Черево світлуватого кольору.

## Спосіб життя
Зустрічаються в лісових струмках і дрібних річках з чистою або каламутною, мулистою водою, де люблять поритися у бруді, переважно з помірною течією. Воліють піщані, галькові або мулисті ґрунти. Не люблять швидку течію і велику глибину. Зазвичай тримаються на глибині 5—50 см. Формують невеличкі косяки.
Живляться водними безхребетними.

## Розповсюдження
Поширені у водоймах Індії (штати Махараштра, Карнатака, Маніпур), Шрі-Ланки, М'янми, Бангладеш, Таїланду і Китаю (провінція Юньнань).

## Види

### ПідрідParacanthocobitis
- Acanthocobitis abutwebi
- Acanthocobitis adelaideae
- Acanthocobitis aurea
- Acanthocobitis botia
- Acanthocobitis canicula
- Acanthocobitis linypha
- Acanthocobitis mackenziei
- Acanthocobitis maekhlongensis
- Acanthocobitis mandalayensis
- Acanthocobitis mooreh
- Acanthocobitis pictilis
- Acanthocobitis rubidipinnis
- Acanthocobitis uropthlama
- Acanthocobitis zanalternans

### ПідрідAcanthocobitis
- Acanthocobitis pavonacea

## Тримання в акваріумі
Акваріум повинен бути невисоким, витягнутим в довжину, від 100 л. На дно насипають дрібний пісок темних тонів. Зверху в різних місцях розміщують дрібні й середнього розміру каміння з окремими корчами. Дно розстеляють дубовим листям.
Утримувати потрібно групою від 5 особин. Самці постійно з'ясовують стосунки, без серйозних для себе наслідків. З інших видів годяться будь-які мирні, неагресивні, співмірні риби. Потрібен внутрішній фільтр і аератор. Температура води повинна становити 22—26 °C.